# Andy Ogletree
Andrew "Andy" Ogletree, född 3 april 1998 i Little Rock i Mississippi, är en amerikansk professionell golfspelare som spelar för Liv Golf och på Asian Tour.
Han har vunnit tre Asian-vinster. År 2023 blev Ogletree också totalvinnaren på Asian Tour. Hans bästa resultat i majortävlingar är delad 34:e plats vid 2020 års The Masters Tournament.
Innan Ogletree blev proffs studerade han på Georgia Institute of Technology och spelade för deras idrottsförening Georgia Tech Yellow Jackets. År 2019 vann han United States Amateur Championship.